# تدوخيبا
تدوخيبا، هي ابنة توشراتا ملك ميتاني (حكم في 1382 ق.م - 1342 ق.م) وزوجته يوني، وابنة أخي أرتاشومارا الذي ادّعى الحق في عرش مملكة ميتاني وقتل وخلفه على العرش أبوها، وقد تزوجت عمتها المسماة جليوخيبا (شقيقة توشراتا) الملك أمنحتب الثالث في السنة العاشرة من عهده، وكان على تدوخيبا أن تتزوج هي الأخرى نفس الملك بعد أكثر من عقدين من الزمن.

## زواجها من أمنحتب الثالث
المعروف عن هذه الأميرة من ميتاني قليل بعض الشيء، ويعتقد أنها ولدت في حوالي العام 21 سنة من عهد الملك المصري أمنحوتب الثالث، (1366 قبل الميلاد)، وبعد خمسة عشر عاماً زوج توشراتا ابنته لحليفه أمنحتب الثالث لتأسيس تحالف بين الدولتين في العام 36 من عهد أمنحتب الثالث (1352 قبل الميلاد). ويشار إلى تدوخيبا في سبعة من رسائل توشراتا الثلاثة عشرة ضمن رسائل العمارنة (أرسلت في فترة حوالي 1350-1340 ق.م). طلب توشراتا أن تكون ابنتة ملكة على مصر وزوجة للملك، على الرغم من أن هذا المنصب شغلته بالفعل الملكة تيي في تلك الفترة. وتشمل الهدايا التي أرسلها توشراتا إلى مصر زوجاً من الخيول وعربة مطلية بالذهب ومرصعة بالأحجار الكريمة، ومجموعة جمال صغيرة مزينة بالذهب والأحجار الكريمة، وملابس وأقمشة، ومجوهرات مثل أساور للمعاصم و اساور للذراع وغيرها من الحلي، وسرج للحصان مزين بالنسور الذهبية، والمزيد من الثياب الملونة بالأرجواني والأخضر والقرمزي وصندوق كبير لضم هذه الأشياء. وفي المقابل، لم يرسل أمنحتب الثالث التماثيل الذهبية التي عرضها عليه، وبعد وفاته، أرسل توشراتا بعض الشكاوى التي تشكو من عدم المعاملة بالمثل.

## زواجها من أخناتون
توفي أمنحتب الثالث بعد فترة وجيزة من وصول تدوخيبا إلى مصر، وتزوجت الأميرة في نهاية المطاف ابنه ووريث عرشه أمنحتب الرابع (إخناتون).

## آراء حول علاقتها بالملكتينكياونفرتيتي
بعض العلماء وحدوا بشكل مؤقت تدوخيبا مع الملكة كيا زوجة إخناتون. وقد اقتُرح أن قصة زواجه من كيا قد تكون مصدر إلهام لقصة الدولة الحديثة «قصة الأخوين» ، هذه الأقصوصة تروي قصة عن كيف بزغ الحب في قلب الملك لامرأة أجنبية جميلة بعد شمه رائحة شعرها. وإذا كانت تدوخيبا عُرفت فيما بعد باسم كيا، فإنها كانت ستعيش في أخت آتون (تل العمارنة) حيث كانت لديها مظلة خاصة بها، وتم تصويرها مع الملك وابنة واحدة على الأقل.
والبعض الآخر مثل بيتري، دريوتون وفانديير اقترحوا أن تدوخيبا أعطيت اسما جديدا بعد أن أصبحت قرينة إخناتون و هو «نفرتيتي». وتشير هذه النظرية إلى أن اسم نفرتيتي (الذي يعني : الجميلة قد أتت من بعيد) يشير إلى أصل نفرتيتي الأجنبي و أنها آتية من مكان آخر تماماً مثل تدوخيبا أو انها شخص واحد من بلاد النهرين.
و أشار سيل وماير وآخرون إلى أن تيي، زوجة الكاهن -والملك فيما بعد- آي، حملت لقب مربية نفرتيتي، وأن هذا يضع الكثير من المحاذير ضد نظرية أن تدوخيبا و نفرتيتي شخص واحد، فأميرة ناضجة و تعدت من عمرها الخمسة عشر عاماً تصل إلى مصر لن تحتاج إلى مربية التي هي وظيفة مخصصة للمواليد الجدد أو الرضّع.